# Ion Druță

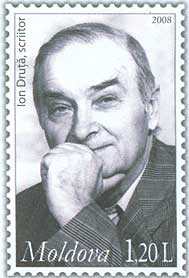
Ion Druță na mołdawskim znaczku pocztowym z 2003 roku

Ion Druță (mołdawską cyrylicą Ио́н Дру́цэ, wym. [jon drut͡sə], ros. Ива́н Пантеле́евич Дру́ца, Iwan Pantielejewicz Druca; ur. 3 września 1928 w Horodiște, zm. 28 września 2023 w Moskwie) – mołdawski prozaik, dramaturg, eseista i publicysta; członek honorowy Akademii Rumuńskiej. Jest najczęściej tłumaczonym na języki obce współczesnym pisarzem mołdawskim. Od 1960 roku mieszkał na stałe w Moskwie. W polskojęzycznych źródłach i opracowaniach jego nazwisko zapisywane bywa jako „Ion Druce”.

## Życiorys
Ion Druță urodził się w Rumunii, we wsi Horodiște (obecnie rejon Dondușeni w Mołdawii). W 1945 roku ukończył kurs traktorzysty, 1946 szkołę leśnictwa, a w 1957 roku kurs literatury pięknej w Instytucie Maksyma Gorkiego w Moskwie. Początkowo bywał jako pisarz często oskarżany przez mołdawskie urzędy oraz krytykę literacką o nacjonalizm i odrzucenie zasad socrealizmu. Z tego powodu Druță pierwsze swe utwory wydawał głównie w Rosji, gdzie krytyka literacka była bardziej liberalna.

## Twórczość
Najsłynniejszym dziełem Iona Druță jest nowela pt. Ostatni miesiąc jesieni (rumuński Ultima lună a toamnă, 1962–1976). Innym znanym utworem jest powieść pt. Biała Cerkiew (rum. Biserica Albă, 1981). Akcja Białej Cerkwi rozgrywa się w czasie jednej z wielu wojen turecko-rosyjskich w XVIII wieku. Głównymi bohaterami utworu są przełożony mołdawskiego monasteru Neamț – Paisjusz (Wieliczkowski), w brzmieniu mołdawskim Paisie Velicikowski oraz Grigorij Potiomkin – rosyjski generał carycy Katarzyny II. Obydwaj są przedstawieni jako obrońcy Mołdawii. Bronią przeora są modlitwy odmawiane do Boga, zaś bronią Potiomkina – waleczne czyny. Najważniejszym wątkiem dzieła jest budowa cerkwi, symbolu zwycięstwa nad cierpieniem i zniszczeniami spowodowanymi wojną. Budowa świątyni stanowi także symbol odbudowy kraju. Obecność Rosjan i w ogóle kultury ruskiej w Mołdawii jest w Białej Cerkwi przedstawiona w pozytywnym świetle (według autora wpłynęła na postęp cywilizacyjny w kraju).

## Dzieła
Utwory Iona Druță zostały przetłumaczone na wiele języków, m.in. na język polski, rosyjski, czeski i słowacki.

### Wydania mołdawskie
Większość mołdawskich publikacji Iona Druță ukazało się w czasie, gdy język mołdawski zapisywano cyrylicą.
- 1952 – La noi în sat. Povestiri (Kiszyniów).
- 1954 – Poveste de dragoste. Nuvele (Kiszyniów).
- 1957 – Frunze de dor. Roman (Kiszyniów).
- 1959 – Dor de oameni. Nuvele (Kiszyniów).
- 1962 – Cenușica. Povestire pentru copii (Kiszyniów).
- 1963 – Povestea furnicii. Versurii pentru copii (Kiszyniów).
- 1963–1968 – Balade din câmpie razem z Povara bunătății noastre, 2 tomy.
- 1964 – Piept la piept. Nuvele (Kiszyniów).
- 1972 – Bobocel cu, ale lui (Kiszyniów).
- 1973 – Balada celor cinci motănași (Kiszyniów).
- 1974 – Păsările tinereții noastre. Teatru (Kiszyniów).
- 1982 – De la verde pân’la verde, wydanie poprawione i uzupełnione (Kiszyniów).
- 1983 – Daruri. Istorioare pentru copii (Kiszyniów).
- 1984 – Clopotniță. Roman (Kiszyniów).
- 1986 – Scrieri, 2 tomy (Kiszyniów).
- 1988 – Biserica Albă. Roman (Kiszyniów).
- 1989–1990 – Scrieri, 4 tomy (wydane w allfabecie łacińskim; Kiszyniów).
- 1998 – Ora jertfirii. Proză, publicistică, scrisori (Kiszyniów).
- 2000 – Biserica Albă (Kiszyniów).

### Wydania rumuńskie
- 1988 – Clopotniță (red. Elena Siupiur, Bukareszt).
- 1992 – Povara bunătății noastre. Roman (red. Mihai Cimpoi, Bukareszt).

### Polskie przekłady
- 1967 – Ostatni miesiąc jesieni (tłumaczyła Elżbieta Wassongowa, Warszawa: Państwowy Instytut Wydawniczy).
- 1976 – Brzemię naszej dobroci (tłumaczył Andrzej Szymański, Warszawa: Ludowa Spółdzielnia Wydawnicza).
- 1976 – Liście smutku (tłumaczył Andrzej Szymański, Warszawa: „Pax”).